# Rožmitál na Šumavě
Rožmitál na Šumavě är en ort i Tjeckien.   Den ligger i regionen Södra Böhmen, i den södra delen av landet, 150 km söder om huvudstaden Prag. Rožmitál na Šumavě ligger 623 meter över havet och antalet invånare är 398.
Terrängen runt Rožmitál na Šumavě är kuperad åt nordväst, men åt sydost är den platt. Runt Rožmitál na Šumavě är det glesbefolkat, med 19 invånare per kvadratkilometer. Närmaste större samhälle är Český Krumlov, 13,3 km norr om Rožmitál na Šumavě. Omgivningarna runt Rožmitál na Šumavě är en mosaik av jordbruksmark och naturlig växtlighet.